# ОРМ-5
ОРМ-4 — экспериментальный жидкостный ракетный двигатель. Разработан и создан в ГДЛ В. П. Глушко в 1932. В качестве топлива использовались бензин, бензол, смесь 50 % бензина с 50 % бензола, толуол. В качестве окислителя — жидкий воздух, жидкий кислород, азотная кислота, азотный тетраоксид и растворы азотного тетроксида в азотной кислоте. Форсунки щелевые. Внутренний диаметр камеры сгорания — 40 мм.